# Match des Étoiles de la Ligue majeure de baseball 1990
Le match des Étoiles de la Ligue majeure de baseball 1990 (1990 MLB All-Star Game) est la 61e édition de cette opposition entre les meilleurs joueurs de la Ligue américaine et de la Ligue nationale, les deux composantes de la MLB.
L'événement s'est tenu le 10 juillet 1990 au Wrigley Field, antre des Cubs de Chicago.

## Home Run Derby
| Wrigley Field, Chicago -- N.L. 4, A.L. 1 | Wrigley Field, Chicago -- N.L. 4, A.L. 1 | Wrigley Field, Chicago -- N.L. 4, A.L. 1 |
| Joueur                                   | Équipe                                   | Home Runs                                |
| American League                          | American League                          | American League                          |
| ---------------------------------------- | ---------------------------------------- | ---------------------------------------- |
| Mark McGwire                             | Oakland                                  | 1                                        |
| Ken Griffey, Jr.                         | Seattle                                  | 0                                        |
| José Canseco                             | Oakland                                  | 0                                        |
| Cecil Fielder                            | Detroit                                  | 0                                        |
| National League                          |                                          |                                          |
| Ryne Sandberg                            | Chicago                                  | 3                                        |
| Matt Williams                            | San Francisco                            | 1                                        |
| Bobby Bonilla                            | Pittsburgh                               | 0                                        |
| Darryl Strawberry                        | New York                                 | 0                                        |